# جمهورية الصين السوفيتية
جمهورية الصين السوفيتية غالبًا ما يشار إليها باسم الجمهورية السوفيتية الصينية، وفي المصادر التاريخية باسم جيانغشي السوفيتية (بعد أكبر إقليم مكون فيها وهو جيانغشي فوجيان السوفيتي). تأسست الجمهورية في نوفمبر من العام 1931 بواسطة زعيم الحزب الشيوعي الصيني المستقبلي ماو تسي تونغ، والجنرال تشو دي وآخرون، واستمرت حتى العام 1937. تضمنت محافظاتها المتباعدة شمال شرق جيانغشي السوفيتية، وهونان جيانغشي السوفيتية، وهونان هوبي جيانغشي السوفيتية، وهونان هوبي الغربية، وهونان وهوبي سيتشوان غويتشو السوفيتية، وشنشي غانسو، وسيشوان شينسي، وهوبي هينان انهوي، وهونغهو السوفيتية، وهيفنغ لوفينغ السوفيتية. كان ماو تسي تونغ رئيسًا للدولة وللوزراء؛ حيث قاد الدولة وحكومتها. أعطت فترة ولاية ماو كرئيس ل«دولة صغيرة داخل دولة» خبرةً له في الحرب المتنقلة والفلاحة؛ ساعدت هذه التجربة الشيوعيين على إعادة توحيد الصين خلال أواخر الأربعينيات من القرن الماضي. في النهاية دُمرت الجمهورية على يد الجيش الوطني الثوري التابع لحزب الكومينتانغ في سلسلة من حملات التطويق في العام 1934. بعد حادث شيآن في ديسمبر 1936، شكل الشيوعيون والكومينتانغ «جبهة موحدة» لمقاومة الضغط الياباني، وهو ما أدى إلى الاعتراف بالشيوعيين على الأقل في وقتها بتشيانغ كاي تشيك زعيمًا للصين. الحل الرسمي للجمهورية السوفيتية كان في 22 سبتمبر 1937.